# Gösta Adrian-Nilsson

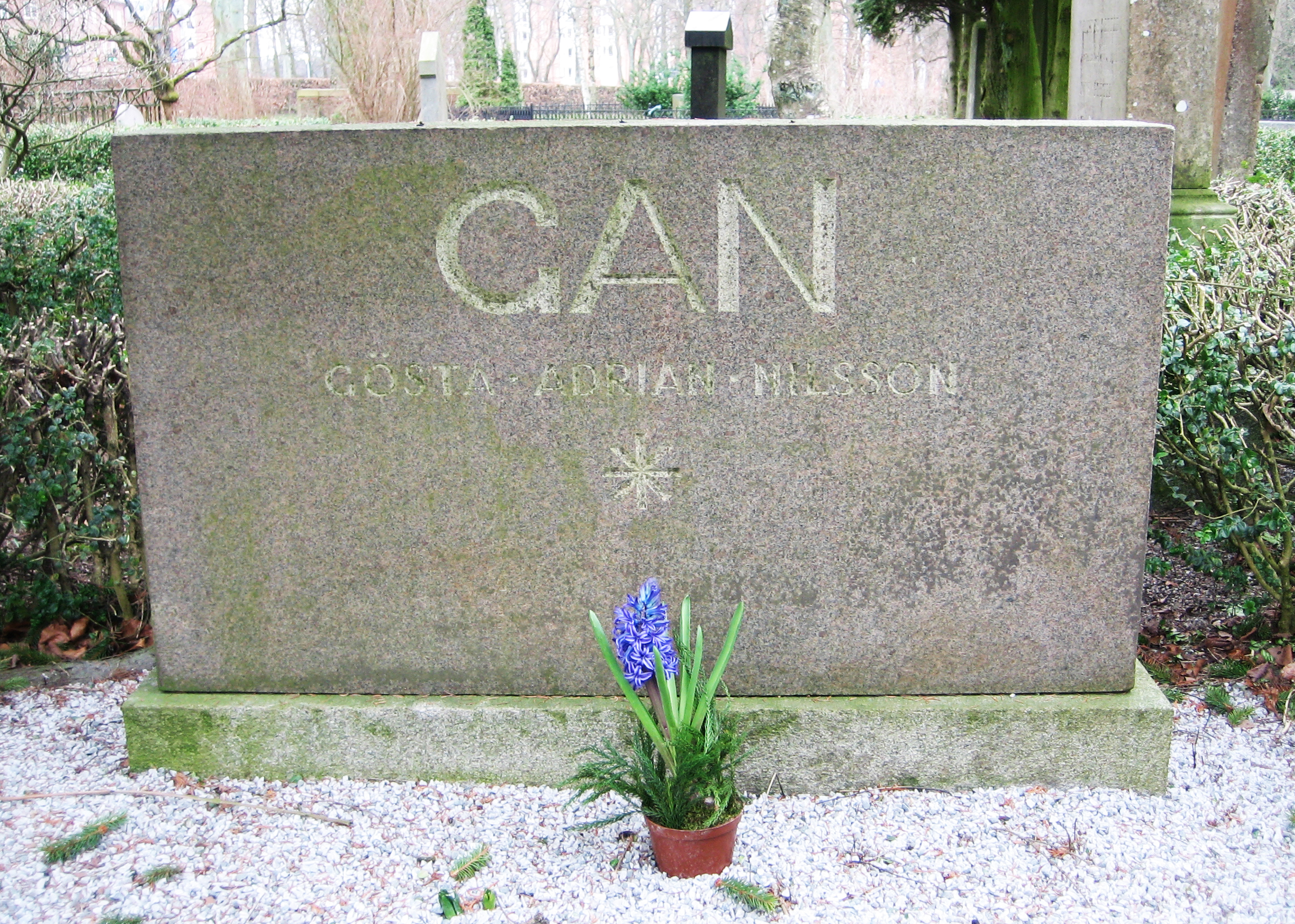
GAN:s gravsten på Norra kyrkogården i Lund.

Gösta Adrian-Nilsson, GAN, egentligen Nilsson, Gösta Adrian, född 2 april 1884 i Lund, död 29 mars 1965 i Maria Magdalena församling i Stockholm, var en svensk målare, grafiker och författare. Han räknas som en betydande pionjär inom den svenska modernistiska konsten. 

## Biografi
GAN växte upp i den stadsdel i Lund som kom att kallas Nya stan, även Nöden i folkmun. Efter studentexamen studerade han konst vid Det tekniske Selskabs Skole i Köpenhamn åren 1904–1905. År 1907 debuterade han som konstnär med en utställning på Lunds universitets konstmuseum, men även med en diktsamling. Efter studier vid Zahrtmanns Skole i Köpenhamn for han 1914 till Berlin för att studera modernismen. I Berlin kom han genom författaren Herwarth Waldens galleri Der Sturm i kontakt med de samtida konstströmningarna. Både Kandinsky och Franz Marc var av stor vikt när han då började utveckla en semi-abstrakt stil med djupa, skälvande färger. Det var en helt egen stil av expressiv kubism. Han var hänförd av modern teknologi och maskulin styrka, som ofta kom att reflekteras i hans verk. 1916 flyttade han till Stockholm där han genom sin modernistiska konst och sin propaganda för den nya konsten, väckte stor uppmärksamhet. Kring 1919 började GAN:s konst rikta sig mot en rent abstrakt konst och cirka 1920 gjorde han flera collage i en dadaistisk anda. Mellan 1920 och 1925 levde han i Paris och kom där i kontakt med Alexander Archipenko och Fernand Léger. Légers influens kan delvis bli sedd i hans återgivning av maskinella mänskliga figurer i form av idrottare, sjömän och soldater. GAN producerade även geometriskt abstrakta verk vid 20-talets slut. Under 30-talet utvecklade han en personlig hållning till surrealismen och medverkade i utställningar som Kubisme-Surrealisme i Köpenhamn 1935.
Han influerade medlemmarna ur Halmstadgruppen. Genom GAN:s gamle vän järnvägsingenjören Egon Östlund sammanfördes han redan i juli 1919 med kusinerna Axel och Erik Olson och Waldemar Lorentzon. 1928 lärde han känna Sven Jonson och Esaias Thorén, varav särskilt den senare kom att bli en stor beundrare av GAN. Särskilt hans surrealistiska fas påverkade dem, men även hans sjömansmotiv, och då i synnerhet hos Thorén. Parallellt med sitt måleri utvecklade han även sitt författarskap genom utgivning av dikter, noveller och barnböcker. Hans sena verk kom att närma sig romantiken, inspirerad av landskapsmålaren Marcus Larson.
GAN har i den dagbok han efterlämnat kallat sig själv för en outsider och det tolkas av konsthistoriker som en anspelning på att han dels fick motta mycket kritik i svensk press för sin alltmer modernistiska konst, men också att han var homosexuell i en tid då detta var tabubelagt och direkt förbjudet i Sverige. Han valde att skapa ett slags protestkonst där valet av motiv såsom maskulina sjömän, idrottare och militärer direkt går att tolka som ett uttryck för hans sexuella läggning. Detta bekräftas av GAN:s egna dagböcker där han själv beskriver att främst sjömansmålningarna kommit till ur erotiska upplevelser.
Förutom oljemålningar finns akvareller med folkvisemotiv samt gobelängkartonger bland hans verk. Dessa mer säljbara verk gjorde GAN dock i de flesta fall av ekonomiska skäl snarare än konstnärliga.
GAN avled ogift och är begravd på Norra kyrkogården i Lund.

## Representation vid museer
GAN är bland annat representerad på Nationalmuseum, Moderna Museet och Prins Eugens Waldemarsudde i Stockholm. Göteborgs konstmuseum, Kalmar konstmuseum, Malmö konstmuseum, Norrköpings konstmuseum, Sven-Harrys konstmuseum, Hallands konstmuseum, Länsmuseet Gävleborg, Konstmuseet i Skövde, Postmuseum, Snus- och Tändsticksmuseum, Ateneum i Helsingfors, Statens Museum for Kunst i Köpenhamn och Kulturen i Lund. På det sistnämnda museet utgör GAN:s verk tillsammans med silversmeden Wiwen Nilssons stommen i en permanent utställning om modernismen.

## Konstverk i urval
- Dom (Lunds domkyrka), 1915 (olja)
- Matroser och pantrar, 1917 (olja)
- Maskinarbetaren, 1918 (olja), Norrköpings konstmuseum
- Sparrmans flygning, 1919 (olja på duk. När den såldes för 12,5 miljoner kronor på Uppsala auktionskammare i maj 2024 blev den dittills dyraste tavlan av GAN[20])
- Den gudomliga geometrien I, 1923 (olja), Malmö konstmuseum

### Utställningskataloger
- Gan : Gösta Adrian-Nilsson. Lund: Sundqvist & Emond. 1934. Libris 1354563
- Utställning : Gösta Adrian-Nilsson, Halmstadgruppen. Mars 1936. Göteborgs konstförening. Konsthallen. Göteborg. 1936. Libris 2981734
- Katalog : GAN : Gummesons konsthall 1937. [Stockholm]. 1937. Libris 2981735
- Gösta Adrian-Nilsson : utställning 5 - 26 sept. 1942. katalog 1. Malmö: Modern konst. 1942. Libris 10189334
- GAN Gösta Adrian-Nilsson : 8 febr. - 1 mars 1946. Katalog 43. Stockholm: Galerie S:t Lucas. 1946. Libris 10140695
- Gösta Adrian-Nilsson : retrospektiv utställning 1913-1953 : september 1953. katalog 255. Stockholm: Svensk-franska konstgalleriet. 1953. Libris 10234603
- GAN, Gösta Adrian-Nilsson, retrospektivt : 29 mars-27 april 1958. Liljevalchs katalog, 0349-1137 ; 230. Stockholm. 1958. Libris 724791
- Gösta Adrian-Nilsson 1884-1965 : minnesutställning. Vandringsutställning / Riksförbundet för bildande konst, 99-0522549-8 ; 297. Stockholm. 1967. Libris 503623
- Pionjären GAN : utställning Galerie Bel'Art, Stockholm. Stockholm: Galerie Bel'Art. 1981. Libris 10290336
- La mer glaciale : Ishavsbaletten 1923  : skisser till en balett av Gösta Nystroem för Svenska baletten i Paris  : [Malmö konsthall 26/12 1987-7/2 1988] / [katalogredaktör: Anders Rosdahl]. Katalog / Malmö konsthall, 99-0231387-6 ; 122. Malmö: Malmö konsthall. 1987. Libris 7658654. ISBN 91-7704-027-9